# بن مهيدي (ولاية الطارف)
بن مهيدي بلدية تابعة دائرة بن مهيدي بولاية الطارف الجزائرية.

## الموقع الجغرافي
تقع بين بريحان وزريزر يقطنها حوالي 21000 نسمة 
تبعد عن مقر الولاية بـ 42 كلم، يحدها من الشمال البحر الأبيض المتوسط، ومن الشرق بلدية بحيرة الطيور، ومن الجنوب بلدية البسباس، ومن الغرب مطار رابح بطاط ويمر بها الطريق الوطني رقم 44.
بن مهيدي إحدى بلديات ولاية الطارف. تبعد عن مقر الولاية بـ 42 كلم، يحدها من الشمال البحر الأبيض المتوسط، ومن الشرق بلدية بحيرة الطيور، ومن الجنوب بلدية البسباس، ومن الغرب مطار رابح بطاط ويمر بها الطريق الوطني رقم 44 هي منطق سهلية سياحية: تمتاز بشريط ساحلي يمتد على طول 13 كلم، به 03 شواطئ محروسة ومناطق للتوسع السياحي على سبيل المثال شاطئ البطاح: مشروع بناء فندق ضخم، وهذا المشروع معطل من طرف مديرية البيئة لولاية الطارف، حيث أن صاحب المشروع السيد مكي محمد الصالح ما زال ينتظر الجهات المسؤولة والمعنية للتذخل من أجل إكمال المشروع السياحي ووضع حد للعراقيل.
أهم المراكز الثقافية والرياضية للبلدية : دار الشباب المغرب العربي الكبير، قاعات الانترنيت ما يقارب 4 قاعات، ومكتبة ثقافية، ومدرس خاصة لتعليم اللغات لاجنبية.ملعب بلدي جديد وملعب غير مؤهل، ملعب للكرة الحديدية و3 صالات لالعاب القوى والفنون القتالية، كما توجد بها مناطق جبلية في كل من قرية سيدي قاسي وكبودة.الثروات المتوفر عليها، الفلاحة وتربية المواشي المناخ : تمتاز دائرة بن مهيدي على العموم بمناخ رطب ومعتدل، حيت رطب حار في الجهة الشمالية ورطب بارد في الجهة الجنوبية، أما معدل سقوط الأمطار فهي تتراوح ما بين 900 إلى 1200 مم / سنويا.

## التضاريس
هي منطق سهلية سياحية: تمتاز بشريط ساحلي يمتد على طول 13 كلم، به 03 شواطئ محروسة ومناطق للتوسع السياحي على سبيل المثال شاطئ البطاح: مشروع بناء فندق ضخم. أهم المراكز الثقافية والرياضية للبلدية : دار الشباب المغرب العربي الكبير، قاعات الانترنيت ما يقارب 4 قاعات، ومكتبة ثقافية، ومكتبه بلديه.ملعب بلدي جديد وملعب غير مؤهل، ملعب للكرة الحديدية و3 صالات لالعاب القوى والفنون القتالية، كما توجد بها مناطق جبلية في كل من قرية سيدي قاسي وكبودة.
الثروات المتوفر عليها، الفلاحة وتربية المواشي.

## المناخ
تمتاز على العموم بمناخ رطب ومعتدل، حيت رطب حار في الجهة الشمالية ورطب بارد في الجهة الجنوبية، أما معدل سقوط الأمطار فهي تتراوح ما بين 900 إلى 1200 مم / سنويا.